# Watada Mitsutoshi
Mitsutoshi Watada (sinh ngày 26 tháng 3 năm 1976) là một cầu thủ bóng đá người Nhật Bản.

## Sự nghiệp câu lạc bộ
Mitsutoshi Watada đã từng chơi cho Vissel Kobe, JEF United Ichihara, Banditonce Kobe, FC Gifu và FC Kariya.